# Noorder Olingerpolder
De Noorder Olingerpolder is een voormalig waterschap in de Nederlandse provincie Groningen.
Het waterschap is ontstaan toen het Eemskanaal de oorspronkelijke Olingerpolder doormidden sneed. Het schap lag rond de wierde Oling, ten zuidwesten van Appingedam tussen deze stad en het Eemskanaal. De oostgrens lag bij de Groeve-Noord en in het westen grensde het aan de Garreweersterpolder. Tussen het waterschap en de Stadsweg lagen de Garreweersterpolder en het waterschap Dijkhuizen. Een deel tegen de stad Appingedam viel niet onder de polder. De molen van het schap sloeg uit op de Groeve. Het waterschap Noorderzijlvest is de tegenwoordige beheerder van het gebied.
Waterstaatkundig gezien ligt het gebied sinds 2000 binnen dat van het waterschap Noorderzijlvest.